# Edith Eckbauer
Edith Eckbauer, född den 27 oktober 1949 i München i Tyskland, är en västtysk roddare.
Hon tog OS-brons i tvåa utan styrman i samband med de olympiska roddtävlingarna 1976 i Montréal.